# Evolução de Schramm–Loewner
Em teoria das probabilidades, a evolução de Schramm-Loewner com parâmetro {\displaystyle \kappa } (ESL{\displaystyle _{k}}), também conhecida como evolução estocástica de Loewner, é uma família de curvas planas aleatórias, tendo sido provado que são o limite escalar de uma variedade de modelos de reticulados bidimensionais em mecânica estatística. Dados um parâmetro {\displaystyle \kappa } e um domínio no plano complexo {\displaystyle U}, tem-se uma família de curvas aleatórias em {\displaystyle U}, com {\displaystyle \kappa } controlando o quanto a curva gira. Há duas variantes principais da evolução de Schramm-Loewner: a evolução cordal, que dá uma família de curvas aleatórias a partir de dois pontos fixos no limites, e a evolução radial, que dá uma família de curvas aleatórias a partir de um ponto fixo no limite até um ponto fixo no interior. Estas curvas são definidas a fim de satisfazer à invariância conforme e à propriedade de Markov de um domínio.
Foi descoberta por Oded Schramm como um limite escalar conjeturado dos processos probabilísticos da árvore geradora uniforme (uniform spanning tree ou UST, na sigla em inglês) plana e do passeio aleatório de loop apagado (loop-erased random walk ou LERW, na sigla em inglês). Em seguida, foi desenvolvida por ele junto com Greg Lawler e Wendelin Werner em uma série de artigos em conjunto.
Além da UST e do LERW, é possível conjeturar ou provar que a evolução de Schramm-Loewner descreve o limite escalar de vários processos estocásticos no plano, tal como a percolação crítica, o Modelo Ising crítico, o modelo de dímero-duplo, caminhos autoevitantes e outros modelos críticos da mecânica estatística que exibem invariância conforme. As curvas da ESL são os limites escalares de interfaces e outras curvas aleatórias que não se interseccionam nestes modelos. A ideia principal é de que a invariância conforme e uma certa propriedade de Markov inerente a tais processos estocásticos juntas tornam possível codificar estas curvas planas em um movimento browniano unidimensional que percorre o limite do domínio (a função diretora da equação diferencial de Loewner). Desta forma, muitas questões importantes sobre modelos planos podem ser traduzidas em exercícios em cálculo de Itō. De fato, várias previsões matemáticas não rigorosas feitas por físicos usando a teoria do campo conformal foram provadas com o uso desta estratégia.

## Equação de Loewner
Se D for um domínio complexo, aberto, simplesmente conexo, não igual a C e {\displaystyle \gamma } for uma curva simples em D que começa em seu limite (uma função contínua com {\displaystyle \gamma (0)} no limite de D e {\displaystyle \gamma ((0,\infty ))} um subconjunto de D), então, para cada {\displaystyle t\geq 0}, o complemento D{\displaystyle _{t}} de {\displaystyle \gamma ([0,t])} é simplesmente conexo e, por isso, conformemente isomórfico a D pelo teorema do mapeamento de Riemann. Se {\displaystyle f_{t}} for um isomorfismo normalizado adequado de D a D{\displaystyle _{t}}, então, satisfaz uma equação diferencial encontrado por Loewner em seu trabalho sobre a conjetura de Bierbach. Às vezes, é mais conveniente usar a função inversa {\displaystyle g_{t}} de {\displaystyle f_{t}}, que é uma projeção conforme de D{\displaystyle _{t}} a D. 
Na equação de Loewner, {\displaystyle z} está no domínio D, {\displaystyle t\geq 0} e os valores do limite no momento {\displaystyle t=0} são {\displaystyle f_{0}(z)=z} ou {\displaystyle g_{0}(z)=(z)}. A equação depende de uma função diretora {\displaystyle \zeta (t)} que assume os valores no limite de D. Se D for o disco unitário e a curva {\displaystyle \gamma } for parametrizada por "capacidade", então, a equação de Loewner é:
{\displaystyle {\frac {\partial f_{t}(z)}{\partial t}}=-zf_{t}^{\prime }(z){\frac {\zeta (t)+z}{\zeta (t)-z}}}   or   {\displaystyle {\dfrac {\partial g_{t}(z)}{\partial t}}=g_{t}(z){\dfrac {\zeta (t)+g_{t}(z)}{\zeta (t)-g_{t}(z)}}.}
Quando D é o plano da metade superior, a equação de Loewner difere disto pelas mudanças de variável e é:
{\displaystyle {\frac {\partial f_{t}(z)}{\partial t}}={\frac {2f_{t}^{\prime }(z)}{\zeta (t)-z}}}   or   {\displaystyle {\dfrac {\partial g_{t}(z)}{\partial t}}={\dfrac {2}{g_{t}(z)-\zeta (t)}}.}
A função diretora {\displaystyle \zeta } e a curva {\displaystyle \gamma } são relacionadas por:
{\displaystyle \displaystyle f_{t}(\zeta (t))=\gamma (t)}   or   {\displaystyle \displaystyle \zeta (t)=g_{t}(\gamma (t))}
em que {\displaystyle f_{t}} e {\displaystyle g_{t}} são estendidas por continuidade.

### Exemplo
Considere D o plano da metade superior e uma SLE{\displaystyle _{0}}, sendo a função diretora {\displaystyle \zeta } um movimento browniano de difusividade zero. A função {\displaystyle \zeta } é assim igual a zero quase certamente e
{\displaystyle f_{t}(z)={\sqrt {z^{2}-4t}}}
{\displaystyle g_{t}(z)={\sqrt {z^{2}+4t}}}
{\displaystyle \gamma (t)=2i{\sqrt {t}}}
D{\displaystyle _{t}} é o plano da metade superior com a linha de 0 a {\displaystyle 2i{\sqrt {t}}} removida.

## Evolução de Schramm-Loewner
A evolução de Schramm-Loewner é a curva aleatória {\displaystyle \gamma } dada pela equação de Loewner como mostrada na seção anterior para a função diretora
{\displaystyle \displaystyle \zeta (t)={\sqrt {\kappa }}B(t)}
em que {\displaystyle B(t)} é o movimento browniano no limite de D, escalado por algum {\displaystyle \kappa } real. Em outras palavras, a evolução de Schramm-Loewner é a medida de probabilidade em curvas planas, dada como a imagem da medida de Wiener sob este mapa.
Em geral, a curva {\displaystyle \gamma } não precisa ser simples e o domínio D{\displaystyle _{t}} não é o complemento de {\displaystyle \gamma ([0,t])} em D, mas, em vez disso, o componente não limitado do complement.
Há duas versões da evolução de Schramm-Loewner, que usam duas famílias de curvas, cada uma dependendo de um parâmetro real não negativo {\displaystyle \kappa }:
- A ESL{\displaystyle _{\kappa }} cordal, que é relacionada com as curvas que conectam dois pontos no limite de um domínio (geralmente, o plano da metade superior, como os pontos sendo 0 e infinito);
- A ESL{\displaystyle _{\kappa }} radial, que é relacionada com as curvas que ligam um ponto no limite de um domínio a um ponto no interior (frequentemente curvas que ligam 1 e 0 no disco unitário).

A evolução de Schramm-Loewner depende da escolha de movimento browniano no limite do domínio e há diversas variações que dependem do tipo de movimento browniano usado: por exemplo, ele pode começar em um ponto fixo ou em um ponto uniformemente distribuído no círculo unitário ou pode ter um construto em deriva, daí em diante. O parâmetro {\displaystyle \kappa } controla a taxa de difusão do movimento browniano e o comportamento da evolução de Schramm-Loewner depende criticamente de seu valor.
Os dois domínios mais comumente usados na evolução de Schramm-Loewner são o plano da metade superior e o círculo unitário. Ainda que a equação diferencial de Loewner nestes dois casos pareça diferente, eles são equivalentes a mudanças de variáveis na medida em que o círculo unitário e o plano da metade superior são conformemente equivalentes. Entretanto, uma equivalência conforme entre eles não preserva o movimento browniano em seus limites usado para dirigir a evolução de Schramm-Loewner.
The two domains most commonly used in Schramm–Loewner evolution are the upper half plane and the unit circle. Although the Loewner differential equation in these two cases look different,  they are equivalent up to changes of variables as the unit circle and the upper half plane are conformally equivalent. However a conformal equivalence between them does not preserve the Brownian motion on their boundaries used to drive Schramm–Loewner evolution.

## Valores especiais deκ{\displaystyle \kappa }
- {\displaystyle \kappa =2} corresponde ao passeio aleatório de loop apagado ou, equivalentemente, aos ramos da árvore geradora uniforme.
- Para {\displaystyle \kappa =8/3}, a ESL{\displaystyle _{\kappa }} tem a propriedade da restrição e conjetura-se que seja o limite escalar dos passeios aleatórios autoevitantes. Uma versão disto é a fronteira externa do movimento browniano.
- {\displaystyle \kappa =3} é o limite das interfaces para o modelo Ising.
- Para {\displaystyle 0\leq \kappa \leq 4}, a curva {\displaystyle \gamma (t)} é simples (com probabilidade 1).
- {\displaystyle \kappa =4} corresponde ao caminho do explorador harmônico e às linhas de contorno do campo livre gaussiano.
- Para {\displaystyle \kappa =6}, a  ESL{\displaystyle _{\kappa }} tem a propriedade da localidade. Isto surge no limite escalar da percolação crítica no reticulado triangular e conjeturalmente em outros reticulados.
- Para {\displaystyle 4<\kappa <8}, a curva {\displaystyle \gamma (t)} intersecciona consigo mesma e todo ponto está contido em um loop, mas a curva não preenche espaço (com probabilidade 1).
- {\displaystyle \kappa =8} corresponde ao caminho que separa a árvore geradora uniforme de sua árvore dual.
- Para {\displaystyle \kappa \geq 8}, a curva {\displaystyle \gamma (t)} preenche espaço (com probabilidade 1).

Quando a evolução de Schramm-Loewner corresponde a alguma teoria do campo conforme, o parâmetro {\displaystyle \kappa } é relacionado com a carga central {\displaystyle c} da teoria do campo conforme por
{\displaystyle c={\frac {(8-3\kappa )(\kappa -6)}{2\kappa }}.}
Cada valor de {\displaystyle c<1} corresponde a dois valores de {\displaystyle \kappa }. Um valor de {\displaystyle \kappa } entre {\displaystyle 0} e {\displaystyle 4} e um valor "dual" {\displaystyle 16/\kappa } superior a {\displaystyle 4}. 
Vincent Beffara mostrou que a dimensão de Hausdorff dos caminhos (com probabilidade 1) é igual a {\displaystyle min(2,1+\kappa /8)}.

## Fórmulas de probabilidade de passagem à esquerda a ESL(κ{\displaystyle \kappa })
A probabilidade da ESL({\displaystyle \kappa }) cordal {\displaystyle \gamma } estar à esquerda do ponto fixo {\displaystyle x_{0}+iy_{0}=z_{0}\in \mathbb {H} } foi computada por Schramm em 2001:
{\displaystyle \mathbb {P} [\gamma ~{\text{na esquerda de}}~z_{0}]={\frac {1}{2}}+{\frac {\Gamma (4/\kappa )}{{\sqrt {\pi }}\Gamma ({\frac {8-\kappa }{2\kappa }})}}{\frac {x_{0}}{y_{0}}}F_{2,1}({\frac {1}{2}},{\frac {\kappa }{4}},{\frac {3}{2}},-({\frac {x_{0}}{y_{0}}})^{2})}
em que {\displaystyle \Gamma } é a função gama e {\displaystyle F_{2,1}(a,b,c,d)} é a função hipergeométrica. Isto foi derivado usando a propriedade martingale de {\displaystyle h(x,y):=\mathbb {P} [\gamma ~{\text{na esquerda de}}~x+iy]} e o lema de Itō para obter a seguinte equação diferencial parcial para {\displaystyle w:={\frac {x}{y}}}
{\displaystyle {\frac {\kappa }{2}}\partial _{ww}h(w)+{\frac {4w}{w^{2}+1}}\partial _{w}h=0}.
Para {\displaystyle \kappa =4}, o lado direito da equação é {\displaystyle 1-{\frac {1}{\pi }}\arg(z_{0})}, que foi usado na construção do explorador harmônico e, para {\displaystyle \kappa =6}, pode-se obter a fórmula de Cardy, que foi usada por Stanislav Smirnov para provar a invariância conforme na percolação.

## Aplicações
Em 2001, Gregory Lawler, Oded Schramm e Wendelin Werner usaram a ESL{\displaystyle _{6}} para provar a conjetura feita por Benoît Mandelbrot em 1982 de que o limite do movimento browniano plano tem dimensão fractal {\displaystyle 4/3}.
Stanislav Smirnov provou que a percolação crítica no reticulado triangular está relacionada à ESL com {\displaystyle \kappa =6}. Combinado com o trabalho anterior de Harry Kesten, isto levou à determinação de muitos dos expoentes críticos para a percolação. Esta importante descoberta, por sua vez, permitiu a análise posterior de muitos aspectos deste modelo.
Lawler, Schramm e Werner provaram que o passeio aleatório de loop apagado converge à ESL com {\displaystyle \kappa =2}. Isto permitiu a derivação de muitas propriedades quantitativas do passeio aleatório de loop apagado (algumas das quais foram derivadas anteriormente por Richard Kenyon). Mostrou-se que a relacionada curva de Peano aleatória que contorna a árvore geradora uniforme converge à ESL com {\displaystyle \kappa =8}.
Steffen Rohde e Oded Schramm mostraram que {\displaystyle \kappa } está relacionado com a dimensão fractal de uma curva pela seguinte relação:
{\displaystyle d=1+{\frac {\kappa }{8}}.}

## Leituras adicionais
- Beffara, Vincent (2008), «The dimension of the SLE curves», The Annals of Probability, 36 (4): 1421–1452, MR 2435854, doi:10.1214/07-AOP364
- Cardy, John (2005), «SLE for theoretical physicists», Annals of Physics, 318: 81–118, arXiv:cond-mat/0503313, doi:10.1016/j.aop.2005.04.001
- Goluzina, E.G. (2001), «Löwner method», in:  Hazewinkel, Michiel, Enciclopédia de Matemática, ISBN 978-1-55608-010-4 (em inglês), Springer
- Gutlyanskii, V.Ya. (2001), «Löwner equation», in:  Hazewinkel, Michiel, Enciclopédia de Matemática, ISBN 978-1-55608-010-4 (em inglês), Springer
- Kager, Wouter; Nienhuis, Bernard (2004), «A Guide to Stochastic Loewner Evolution and its Applications», J. Stat. Phys., 115 (5/6): 1149–1229, arXiv:math-ph/0312056, doi:10.1023/B:JOSS.0000028058.87266.be
- Lawler, Gregory F. (2005), Conformally invariant processes in the plane, ISBN 978-0-8218-3677-4, Mathematical Surveys and Monographs, 114, Providence, R.I.: American Mathematical Society, MR 2129588
- Lawler, Gregory F. (2007), Schramm–Loewner Evolution, arXiv:0712.3256
- Lawler, Gregory F., Stochastic Loewner Evolution
- Lawler, Gregory F. (2009), «Conformal invariance and 2D statistical physics», Bull. Amer. Math. Soc., 46: 35–54, doi:10.1090/S0273-0979-08-01229-9
- Lawler, Gregory F.; Schramm, Oded; Werner, Wendelin (2001), «The dimension of the planar Brownian frontier is 4/3», Mathematical Research Letters, 8 (4): 401–411, MR 1849257, doi:10.4310/mrl.2001.v8.n4.a1
- Loewner, C. (1923), «Untersuchungen über schlichte konforme Abbildungen des Einheitskreises. I», Math. Ann., 89: 103–121, doi:10.1007/BF01448091, JFM 49.0714.01
- Mandelbrot, Benoît (1982), The Fractal Geometry of Nature, ISBN 978-0-7167-1186-5, W. H. Freeman
- Norris, J. R. (2010), Introduction to Schramm–Loewner evolutions (PDF)
- Pommerenke, Christian (1975), Univalent functions, with a chapter on quadratic differentials by Gerd Jensen, Studia Mathematica/Mathematische Lehrbücher, 15, Vandenhoeck & Ruprecht  (Chapter 6 treats the classical theory of Loewner's equation)
- Schramm, Oded (2000), «Scaling limits of loop-erased random walks and uniform spanning trees», Israel Journal of Mathematics, 118: 221–288, MR 1776084, arXiv:math.PR/9904022, doi:10.1007/BF02803524 Schramm's original paper, introducing SLE
- Schramm, Oded (2007), «Conformally invariant scaling limits: an overview and a collection of problems», International Congress of Mathematicians. Vol. I, ISBN 978-3-03719-022-7, Eur. Math. Soc., Zürich, pp. 513–543, MR 2334202, arXiv:math/0602151
- Werner, Wendelin (2004), «Random planar curves and Schramm–Loewner evolutions», Lectures on probability theory and statistics, ISBN 978-3-540-21316-1, Lecture Notes in Math., 1840, Berlin, New York: Springer-Verlag, pp. 107–195, MR 2079672, arXiv:math.PR/0303354, doi:10.1007/b96719
- Werner, Wendelin (2005), «Conformal restriction and related questions», Probability Surveys, 2: 145–190, MR 2178043, doi:10.1214/154957805100000113